# Saarilampi (sjö i Sulkava, Södra Savolax)
Saarilampi är en sjö i kommunen Sulkava i landskapet Södra Savolax i Finland. Sjön ligger 89,5 meter över havet. Arean är 16 hektar och strandlinjen är 2,58 kilometer lång.  Den  ingår i Vuoksens huvudavrinningsområde.  Sjön ligger omkring 50 kilometer öster om S:t Michel och omkring 250 kilometer nordöst om Helsingfors. 
I sjön finns ön Kenkäsaari. 